# Orlando Pirates
Orlando Pireates FC este un club de fotbal din in Parktown, Johannesburg, Africa de Sud, care evoluează în Premier Soccer League.

## Jucători notabili

### Perioada de aur
- Patson Banda (GK) ("Sparks")
- Johannes Khomane (DF) ("Yster")
- Webster Lichaba (MF) ("City Late")
- Albert Mahlangu (FW) ("Bashin")
- Ernest Makhanya (MF) ("Botsotso") †
- Marks Maponyane (FW) ("Go Man Go")
- Ephraim Mashaba (DF) ("Shakes")
- Kaizer Motaung (FW) ("Chincha Guluva")
- Jerry Sadike (MF)
- Nick Seshweni (DF) ("Bazooka") †
- Mandla Sithole (FW) ("Metroblitz")
- Ephraim Sono (FW) ("Jomo")
- Eric Bhamuza Sono (FW) ("Scara") †
- Amos Mkhari "(MF)" ("Shuffle")
- Milton Nkosi "(MF)" ("Schoolboy")

### Anii 1990
- Osvaldo Nartallo (FW)
- Etienne N'tsunda (FW)
- William Okpara (GK) ("Godfather")
- Mark Fish (DF) ("Feesh")
- Gavin Lane (DF) ("Stability Unit")
- Jacky Ledwaba ("Styles")
- Aubrey Lekwane (MF) ("Sense of Knowledge")
- Bernard Lushozi (DF) ("Shoes")
- Dan Malesela (DF) ("Dance")
- Helman Mkhalele (MF) ("Midnight Express")
- Thabo Mngomeni (MF) ("Jah Man")
- John Moeti (DF) ("Dunga")
- Edward Motale (DF) ("Magents")
- Pollen Ndlanya (FW) ("Trompies")
- Dumisa Ngobe (MF) ("Siphithiphithi")
- Andries Sebola (FW) ("Local is Lekker")
- Jerry Sikhosana (FW) ("Legs of Thunder")
- Brendan Silent (MF) ("Sgcebhezane")
- Basil Steenkamp (FW) ("Kaap se Dans")
- Phiri Tsotetsi (DF)
- Sibusiso Zuma (FW) ("Rhee")
- Mandla Zwane (MF)
- Pio Nogwera (FW)
- Dennis Lota (FW) ("Chesa Mpama")†
- David Nyathi (DF) ("Going up")
- Tshepo Ntsoane (MF)
- Norman Meje (FW)
- Nkosinathi Mqobongo (MW)
- Patrick Kazaka (FW)

### Anii 2000
- Steve Lekoelea (MF) ("Chippa")
- Gift Leremi (MF) ("Voom Voom, Continental") †
- Lebohang Mokoena (RM) ("Cheese")
- Mbulelo Mabizela (LM) ("OJ")
- oris khathi (LM) ("schomane")
- Joseph Makhanya (MF) ("Duku-Duku")
- Lesley Manyathela (FW) ("Slow Poison") †
- Benni McCarthy (FW) ("Benni")
- Senzo Meyiwa (GK) †
- Teko Modise (MF) ("The General, The Navigator")
- Benedict Vilakazi (MF) ("Tso", "Little Napoleon")
- Isaac Chansa (MF) ("Sik'ama Razor")

|}
† = decedat

## Antrenori notabili
| - Viktor Bondarenko - Joe Frickleton (1995) - Mike Makaab (1995-96) - Shaibu Amodu (1996–97) - Ted Dumitru (1999–00) - Gordon Igesund (2000–01) - Jean-Yves Kerjean (2001–02) - Roy Barreto (2002–03) - Kosta Papić (1 iulie 2004–Nov 17, 2005) - Milutin Sredojević (13 iunie 2006–Jan 16, 2007) | - Bibey Mutombo (Jan 17, 2007–Sept 24, 2007) - Owen Da Gama (Sept 27, 2007–30 iunie 2008) - Ruud Krol (1 iulie 2008–30 iunie 2011) - Júlio César Leal (1 iulie 2011–2 aprilie 2012) - A. Palacios (interim) (12 martie 2012–Sept 10, 2012) - Roger De Sa (Sept 10, 2012–Jan 31, 2014) - Eric Tinkler (interim) (Jan 31, 2014–Feb 14, 2014) - Vladimir Vermezović (Feb 14, 2014–) |  |